# 2177 Oliver
2177 Oliver este un asteroid din centura principală, descoperit pe 24 septembrie 1960 de PLS.